# Свети Николай (Разград)
Вижте пояснителната страница за други значения на Свети Николай.
„Свети Николай Мирликийски Чудотворец“ е православна църква в квартал Вароша в Разград, България. Църквата е една от най-представителните в България от средата на деветнадесети век.

## История
Храмът е изграден през 1860 година от майстор Станчо Данаилов. На 6 януари 1879 в празнична литургия в църквата за първи път участва хор, с което се поставя началото на хоровото пеене в Разград. През 1903 храмът е преустроен на площ от 590 квадратни метра и с камбанария със съдействието на предприемача Иванчо Кулев. Централният купол в наоса е проектиран от арх. А. Карамалаков от Велико Търново и изпълнен от предприемача Бюлбюл Димитров. През 1923 – 1924 г. е извършен основен ремонт на църквата по проект на полковник инж. Антон Пентиев, направен от предприемача Стефан Калчев. Стенописите са от периода 1933 – 1934 година и са творение на най-големите художници на тогавашната иконопис – проф. Стефан Иванов, Георги Желязков и Илия Пефев.
Храмът не е прекъсвал дейността си и продължава да я изпълнява и днес.

## Характеристика

### Камбани
След построяване на църквата, около 1863 г. до дървеното клепало е закачено и желязно, което е изработено от ковашкия еснаф и е подарено на църквата на еснафския им празник Атанасовден. По-късно, в камбанария с отворен сводест покрив са поставени три камбани, две от които имат релефни образи на Св. Николай Чудотворец и надписи.
Първата, най-стара и най-голяма камбана тежи 400 кг. Поставена през 1875 г. след настояване пред турското правителство, след като е престояла в Русенската митница цели две години. На втората по големина камбана има три успоредни опасващи надписа:
| II камбана   | Текст                                                                    |
| ------------ | ------------------------------------------------------------------------ |
| Първи надпис | Храм „Св. Николай Чудотворец“                                            |
| Втори надпис | Благовествуй земля радост велию, пойте небеса божию славу                |
| Трети надпис | Отлята в завода товарищества П.И. синове в Ярославе. Весъ 25 пуда з пуда |

| III камбана | Текст                                                                                       |
| ----------- | ------------------------------------------------------------------------------------------- |
| Надпис      | Тази камбана е излята с издивението на църквата „Св. Николай“ в Разград. 30 ноември 1906 г. |

### Вътрешна украса
С помощта на дарители през 1862 г. е изработена дърворезбената украса на църквата от прочутия възрожденски майстор Генчо Кънев. В следващата 1863 г. Захари Цанюв и синът му Цаню рисуват осем големи иконостасни икони, а през 1885 майстор Антон Станишев изработва иконостаса. Четири от тях са със запазени дарителски данни – „Св. Андрей Първозваний“ – дар от състав Абаджийски през 1863 г., „Св. Атанасий Велики“ – дар от състав Железарски през 1868 г., „Св. Пророк Илия“ – дар от състав Кожухарски през 1863, „Св. Спиридон Тримитунски Чудотворен“, дарена от състав Чехларски през същата година. По същото време е направен и владишкия трон, дело на неизвестен майстор. През 1842 г. в Разград работи поп Иванчо Зографин, който допринася към църковното богатство от 45 малки икони за почти всички празници през годината.
При ремонта на църквата от 1924 са укрепени и отремонтирани кубето, прозорците, вратите, покривът, троновете за сядане на миряните, изработен е мозаечен под пред олтара, подменена е голяма част от каменния под с пясъчно душеме, сложени са олтарни входни еднокрили врати, направена е каменна настилка около църквата. Шест мраморно боядисани стълба крепят цялата сводеста постройка. Интериорът е обогатен с два стъклени полилея, образът на Бог Саваот и молитвата „Отче наш“ около него в купола.
През 1946 г. в лявата страна на притвора се прегражда параклис на името на Св.вмчца Варвара, където се служи през годината през по-малките празници. През 1955 г. самоукия художник П.Карбонов рисува евангелски сцени на стената му. През 1949 г. лекарят д-р Георгий Лободовски подарява на храма дървен Голготски кръст, поставен до левия преден стълб в храма. През 1955 г. Петрана Ганчева Върбанова подарява на църквата иконата „Св. Богородица с Младенеца в ръце“, поставена до десния преден стълб в храма.

### Библиотека
Друг ценен недвижим имот на църквата е библиотеката, основана след Освобождението. Църковната библиотека притежава книги от най-различни автори, с различно съдържание. До 1944 г. библиотеката е получавала и изданията на списания, вестници и книги на някой епархии. Сега редовно получава „Църковен вестник“, „Духовна култура“, издания (годишници) на Духовната Академия и много синодални издания.